# Ole Brandenborg
Ole Brandenborg Jensen (født 7. marts 1951 i Esbjerg) er en dansk fodboldtræner og historiker.
Ole Brandenborg var træner for Ikast FS 1986-88 med hvem han nåede pokalfinalen i 1986 og førte til sølvmedaljer året efter. I 1990 blev Brandenborg udnævnt til cheftræner for AGF. Han stod i spidsen for holdet i pokalfinalen det år, som blev tabt 1-6 til Lyngby. I september 1990 blev Ole Brandenborg afskediget i AGF efter en række dårlige resultater og erstattet af Lars Lundkvist.
I 2003-05 var Ole Brandenborg træner for Aarhus Fremad og dernæst to sæsoner for IK Skovbakkens kvinder. Ole Brandenborg var i 12 år underviser på Danmarks Trænerskole i Aalborg. Han har udgivet bøger og artikler både om aarhusiansk fodbold, samt om økonomien under Besættelsen.
Han blev 24. juli 2012 udnævnt som ny træner for IK Skovbakken.
Ole Brandenborg er storebror til en anden fodboldtræner, Henrik Brandenborg.
Ole Brandenborg er nu lærer på Varde Gymnasium.